# برايان إلياس
برايان إلياس (بالإنجليزية: Brian Elias)‏ هو ملحن بريطاني، ولد في 30 أغسطس 1948.

## وصلات خارجية
- برايان إلياس على موقع ميوزك برينز (الإنجليزية)
- برايان إلياس على موقع أول ميوزيك (الإنجليزية)